# Paweł Makuch
Paweł Stanisław Makuch (ur. 8 maja 1976 w Warszawie) – polski prawnik, radca prawny i samorządowiec, w latach 2018–2024 prezydent Pruszkowa.

## Życiorys
Urodził się w Warszawie, zamieszkał w Pruszkowie. Absolwent Liceum Ogólnokształcącego im. Tomasza Zana w Pruszkowie (1995) oraz Wydziału Prawa i Administracji Uniwersytetu Warszawskiego (2000). Aplikację radcowską odbył w Okręgowej Izbie Radców Prawnych w Warszawie, w jej trakcie pracował w jednej ze stołecznych szkół wyższych oraz w kancelarii prawniczej. W 2004 uzyskał uprawnienia radcy prawnego – następnie pracował w MPWiK i w PZU, a później zaczął prowadzić własną kancelarię radcowską.
W wyborach samorządowych w 2018 ubiegał się o urząd prezydenta Pruszkowa jako kandydat lokalnego stowarzyszenia Wspólnie Pruszków Rozwijamy. Przeszedł do drugiej tury, którą wygrał, uzyskując 51,1% głosów i pokonując dotychczasowego prezydenta Jana Starzyńskiego. W wyborach samorządowych w 2024 nie uzyskał reelekcji, przegrywając w drugiej turze z kandydatem Koalicji Obywatelskiej Piotrem Bąkiem (uzyskał w niej 48,7% głosów). Został natomiast wybrany do rady miejskiej Pruszkowa.